# Lüttchenseyda
Lüttchenseyda ist ein Ortsteil der Stadt Jessen (Elster) im Landkreis Wittenberg des Landes Sachsen-Anhalt.

## Lage und Erreichbarkeit
Lüttchenseyda liegt ca. 9 km nordnordwestlich der Stadt Jessen und ist über die B 187 und die L 37 mit ihr verbunden.

## Geschichte
Lüttchenseyda wurde erstmals 1385 in Urkunden erwähnt. Am 1. Juli 1950 wurde Lüttchenseyda in die Gemeinde Gentha eingegliedert.

## Population
Aufgrund der zurückgehenden Einwohnerzahlen wurde 1995 der Kindergarten Lüttchenseydas geschlossen. Das Gebäude wird seitdem als Dorfgemeinschaftshaus genutzt.